# Festival Omladina 1961.
Festival Omladina prvi se put održao 1961. godine. U krugu Omladinskog kulturno-umjetničkog društva Mladost u Subotici rodila se ideja o festivalu mladih skladatelja zabavnih melodija. Uskoro je raspisan natječaj na koji je stiglo preko sto i dvadesetak skladba, od kojih je izabrano devet. Prva festivalska večer bila je 4., a završna 5. prosinca 1961. Održana je u Narodnom kazalištu u Subotici. Festivalski orkestar koji je pratio izvođače bio je puhački i gudački orkestar OKUD Mladost iz Subotice kojim je dirigirao Josip Kovač. Vokalni izvođači bili su Marika Matijević, Franjo Niderholcer, Katarina Dorožmai, Dijana Jančikin, Eva Stražarković, Marija Vuković, Ernest Zvekan, Viktor Sabo, Ilija Vorgučin, Vladimir Štulić i Gabor Gencel, svi članovi OKUD Mladost. Festivalski program snimio je Radio Beograd. Festival je polučio uspjeh. Dvorana je bila prepuna.
Prvu nagradu stručnih sudaca dobio je Kornelije Kovač - "Daj mi osmeh", drugu Szilveszter Lévay - "Zvezde sreće", treću studenti iz Sarajeva Živko Janjić i Vlado Ljubičić - "Leto je prošlo". Lajoš Kurai dobio je nagradu publike za skladbu "Macko". Vojin Dolinka je za "Traganje u kiši" dobio nagradui za najbolji tekst. Nagradu najmlađem izvođaču dobila je šestogodišnja Eva Stražarković iz Subotice.

## Vanjske poveznice
- (srp.) Festival Omladina  Arhivirana inačica izvorne stranice od 20. studenoga 2017. (Wayback Machine)
- (srp.) Facebook
- (srp.) Subotica.com